# Richard Clayderman
Richard Clayderman, nome artístico de Philippe Pagès, (Paris, 28 de dezembro de 1953) é um pianista francês.
O pianista é dono de um cartel de 65 milhões de discos vendidos, realizando entre 150 e 200 concertos por ano, tocando piano em todas as partes do planeta, inclusive no Brasil. Tocou até no Kremlin, em Moscou, em plena Guerra Fria. Em 1987, durante um concerto no Waldorf Astoria, em Nova Iorque, a então primeira-dama americana Nancy Reagan o anunciou como "O Príncipe do Romance".
"Eu me alegro de ter um público e poder fazer concertos pelo mundo todo, é o que realmente me importa." disse Clayderman.
Fã da fusão de Pat Metheny, Herbie Hancock, Chick Corea, pai do esportista Peter, de 27 anos, e da cantora Maude, de 17.

## Biografia
Filho de um professor de piano, Clayderman foi iniciado muito cedo nas artes do piano, e com a idade de seis anos podia ler as músicas com muita facilidade e precisão. Aos doze anos, entrou para um Conservatório de música, e aos dezesseis ganhou seu primeiro prêmio. Após deixar o conservatório, formou com alguns amigos um grupo de rock, mas sua vida mudou drasticamente em 1976, quando o produtor francês Olivier Toussaint compôs uma balada em homenagem à sua filha recém nascida, Adeline, e então ele contratou Richard para executar sua obra e gravá-la em LP.
Richard se apresentou no Brasil em 1999, em 2008 e em 2016. Em seus concertos estão presentes canções como "For Love", "Letter to my Mother", "Dolannes Melody", "Ballade pour Adeline" e "Murmuries". Em 2002, acompanhado por um conjunto de nove músicos, o pianista tocou alguns números de música brasileira, como "Samba de uma Nota Só". Richard apresentou-se em Curitiba - PR no dia 30 de outubro de 2014, no Teatro Positivo acompanhado de quatro violinistas, dois violoncelistas e musica eletrônica. Fez uma homenagem ao conjunto musical Abba.

## "Ballade pour Adeline"
Em 1976, ele foi convidado por Olivier Toussaint, um produtor fonográfico francês, e seu parceiro Paul de Senneville, para gravar uma suave balada de piano. De Senneville tinha composto essa balada como homenagem à sua filha bebê, Adeline. O jovem de 23 anos, Pagès, fez um teste junto com outros 20 pianistas e conseguiu o trabalho. "Ele era um músico interessante, com um toque suave e boa técnica", disse Toussaint. "E ele também tinha uma boa aparência."
O nome de Pagès foi alterado para Richard Clayderman (ele adotou o sobrenome de sua tataravó para evitar a má pronúncia de seu nome real fora da França), e o single decolou, vendendo 22 milhões de cópias em 38 países. Foi chamado "Ballade pour Adeline".

## Discografia
| A - A Comme Amour (CD) - A Dream of Love (CD) - A Little Night Music (CD) - A little Romance (CD) - All by myself (2 CD SET) - Always (CD) - America Latina...mon amour (CD) - Amour (CD) - Amour pour amour (CD) - Anemos (CD - Anniversary Collection (5 CD SET) - Antique Pianos (CD) - Arabesque (CD) - A Touch of Latino (CD) B - Ballade pour Adeline (LP / 33T) (WW Sales: 30 million) - Ballade pour Adeline (1985-CD) - Ballade pour Adeline and other Love Stories (CD) - Best 100 (Italy version) (2 CD) - Best 100 (Japan version) (2 CD) - Best Friend (CD) - Best of Classics (2 CD SET) - Best of Richard Clayderman (CD) - Brazilian Passion (CD) - Para Reynosa tamaulipas C - Carpenters Collection (CD) - Chansons d'Amour (2 LP SET) - Chinese Evergreen (CD) - Chinese Garden (CD) - Chinese Garden/Cherished Moments (CD + VCD) - Christmas (LP / 33T) - Christmas Album (CD) - Clair de Lune (3 CD SET) - Classic Touch (CD) - Classics (CD) - Clayderman 2000 (CD) - Coeur Fragile (CD) - Collection, The (CD) - Confluence, The (CD) - Couleur Tendresses (1982,LP / 33T) D - Deluxe (2 CD SET) - Desperado (CD) - Deutsche Volkslieder (CD) - Digital Concerto (CD) - Dimanche et fêtes (CD Single) E - Ecos de sudamérica (CD) - Ein Träum von Liebe (LP / 33T) - Eléana (LP / 33T) - Eléana (CD) - Encore (CD) - En Venezuela (CD) - Essential (3 CD SET) - Essential Classics (CD) - Everybody Loves Somebody Sometime (CD) F - Fantastic Movie story of Ennio Morricone (CD) - Forever My Way (CD, 2006) - France, mon Amour (CD) - Friends France - Original (CD + VCD) - Friends France (CD + VCD) - From the Heart (LP / 33T) - From this moment on (2006/CD) G - Golden Hearts (CD) - Golden Moments (CD) - Grandes êxitos (2 CD), publicação Warner Music Spain, lançado em Portugal (2008) H - Hollywood and Broadway (CD) | Harry Potter Theme I - Il y a toujours du Soleil au dessus des Nuages (CD) - In amore (CD) (Originally produced (1999) (Polydor Records: 1995-1996) - In Harmony (CD) - In the key of love (2 CD SET) - Introducing Richard Clayderman (CD) J - Japon mon Amour (CD) - Joue-moi tes rêves (CD) L - Les Musiques de l'amour (LP / 33T) - Les Musiques de l'amour (CD Version) - Les Nouvelles Ballades Romantiques (CD) - Les Rendez-vous de Hasard (CD) - Les Sonates (CD) - Lettre à ma Mère (CD) - Lettre à ma Mère (LP / 33T) - Love, American Style (CD) - Love Collection (CD) - Love Follow Us (CD) - Love Follow Us 2 (CD) - Love, French Style (CD) - Love, Italian Style (CD) - Love Songs of Andrew Lloyd Webber (CD) M - Magic of Brazilian Music (CD) - Magic of Richard Clayderman (2 x LP) - Matrimonio D'Amour - Masters of Melody (3 CD SET) - Medley Concerto (LP / 33T) - Meisterstücke (CD) - Memories (DVD / VHS) - Millennium Gold (CD) - Mexico con amor (CD) - Musical Collection (Double CD) - Music of Richard Clayderman (LP / 33T) - My Australian Collection (CD) - My Bossa Nova Favourites (CD) - My Classic Collection (CD) - My favourite Oldies (2 CD SET) - Mysterious Eternity (CD) N - New (2005) - New era (CD + VCD) - Number 1 Hits (Double CD) O - On TV (CD) - Omaggio (CD) P - Piano et orchestre (CD Version of the Debut Album) - Null Piano moods (Double CD) - Plays Abba (CD) - Premiers chagrins d'Elsa, Les (1983, LP/33T) Q - Quel gran genio del mio amico... (CD) R - Remembering the Movies (CD) - Rendez-vous (Produced by COBA) - Rêveries (LP / 33T) - Rêveries No.2 (CD) - Richard Clayderman (1977 Debut álbum) (LP / 33T) - Richard Clayderman (1982) (LP / 33T) - Richard Clayderman in Concert - Japan (Video) - Richard Clayderman in Concert - England (Video) - Richard Clayderman Plays Abba, The Hits (CD) - Romance and the piano of Richard Clayderman (CD) - Romantic (CD) - Romantic America (Canadian Release) (CD) - Romantic Dreams (CD) - Romantic Nights (CD) One of a 10xCD compilation set from St Clair. - Rondo pour un tout petit enfant (CD) | S - Scandinavian Collection (CD) - Serenade de l'etoile (Coup de Coeur) (CD) - Smiling Joey (CD Single) - Songs of Love (CD) - Souvenirs (CD) - Souvenir of Love (LP / 33T) - Stage and Screen (CD) - Sweet Memories (Cassette) - Sweet Memories (LP / 33T) T - Tango (CD) - Thailand mon Amour (CD) - The best 100 (CD 2006) - Together (CD) - Together at Last (CD) - Träumereien 3 (CD) - Träummelodien (CD) - Treasury of love (CD) One of a 10xCD compilation set from St Clair. - Turquie mon amour (CD) - Two Together (CD) U - Ultimate Collection (4xCD) V - Very best of Richard Clayderman (CD) - Very best of Richard Clayderman (DISKY) (3 x CD) W - What a wonderful World (2 CD SET) - When a man loves a woman (CD) - When love songs were love songs (CD) - With Love (1988) (LP / 33T) - With Love (1997) (CD) - With Love (1999) (CD) - World Tour (CD) Z - Zodiacal Symphony (CD) Números - 25 Years of Golden Hits (2xCD) - 30 Ans - The chemin de gloire (30 years - The path of glory) (2xCD) - 50 Exitos Romanticos (3xCD) - 101 Solistes Tziganes (CD) O arranjo de Clayderman para Three Blind Mice apareceu no disco de Bill Bailey, The Ultimate Collection... Ever! |